# Negova
Negova – wieś w Słowenii, w gminie Gornja Radgona. W 2018 roku liczyła 340 mieszkańców.